# Mistrovství světa superbiků 2009
 Mistrovství světa superbiku 2009  (oficiální název šampionátu SBK HANNspree Superbike World Championship 2009) bylo 22. ročníkem Mistrovství světa superbiků. Šampionát započal 1. března 2009 závodem na australském okruhu Phillip Island, závěr šampionátu obstaral okruh Portimão 25. října.

## Kalendář
| *  | Datum        | Stát                  | Okruh                   | 1 závod         | 2 závod         | Výsledky |
| -- | ------------ | --------------------- | ----------------------- | --------------- | --------------- | -------- |
| 1  | 1. březen    | Austrálie             | Phillip Island          | Noriyuki Haga   | Ben Spies       | Výsledky |
| 2  | 14. březen   | Katar                 | Losail                  | Ben Spies       | Ben Spies       | Výsledky |
| 3  | 5. duben     | Španělsko             | Valencia                | Noriyuki Haga   | Noriyuki Haga   | Výsledky |
| 4  | 26. duben    | Nizozemsko            | Assen                   | Ben Spies       | Noriyuki Haga   | Výsledky |
| 5  | 10. květen   | Itálie                | Monza                   | Michel Fabrizio | Ben Spies       | Výsledky |
| 6  | 17. květen   | Jihoafrická republika | Kyalami                 | Noriyuki Haga   | Noriyuki Haga   | Výsledky |
| 7  | 31. květen   | USA                   | Miller Motorsports Park | Ben Spies       | Ben Spies       | Výsledky |
| 8  | 21. červen   | San Marino            | Misano                  | Ben Spies       | Jonathan Rea    | Výsledky |
| 9  | 28. červen   | Velká Británie        | Donington Park          | Ben Spies       | Ben Spies       | Výsledky |
| 10 | 26. červenec | Česko                 | Brno                    | Max Biaggi      | Ben Spies       | Výsledky |
| 11 | 6. září      | Německo               | Nürburgring             | Ben Spies       | Jonathan Rea    | Výsledky |
| 12 | 27. září     | Itálie                | Imola                   | Noriyuki Haga   | Michel Fabrizio | Výsledky |
| 13 | 4. říjen     | Francie               | Magny-Cours             | Ben Spies       | Noriyuki Haga   | Výsledky |
| 14 | 25. říjen    | Portugalsko           | Portimão                | Ben Spies       | Michel Fabrizio | Výsledky |

## Účastníci
| Tým                            | Výrobce  | Motocykl            | Č.  | Jezdec            |
| ------------------------------ | -------- | ------------------- | --- | ----------------- |
| Aprilia Racing                 | Aprilia  | Aprilia RSV 4       | 3   | Max Biaggi        |
| Aprilia Racing                 | Aprilia  | Aprilia RSV 4       | 56  | Shinya Nakano     |
| HANNspree Honda Althea         | Honda    | Honda CBR1000RR     | 33  | Tommy Hill        |
| Hannspree Ten Kate Honda       | Honda    | Honda CBR1000RR     | 7   | Carlos Checa      |
| Hannspree Ten Kate Honda       | Honda    | Honda CBR1000RR     | 65  | Jonathan Rea      |
| Ten Kate Honda Racing          | Honda    | Honda CBR1000RR     | 9   | Ryuichi Kiyonari  |
| Team Alstare Suzuki            | Suzuki   | Suzuki GSX-R1000 K9 | 71  | Yukio Kagayama    |
| Team Alstare Suzuki            | Suzuki   | Suzuki GSX-R1000 K9 | 76  | Max Neukirchner   |
| BMW Motorrad Team Alpha Racing | BMW      | BMW S1000RR         | 11  | Troy Corser       |
| BMW Motorrad Team Alpha Racing | BMW      | BMW S1000RR         | 111 | Ruben Xaus        |
| Celani Race                    | Suzuki   | Suzuki GSX-R1000 K9 | 31  | Karl Muggeridge   |
| Kawasaki Superbike Racing Team | Kawasaki | Kawasaki ZX-10R     | 23  | Broc Parkes       |
| Kawasaki Superbike Racing Team | Kawasaki | Kawasaki ZX-10R     | 100 | Makoto Tamada     |
| Team Pedercini                 | Kawasaki | Kawasaki ZX-10R     | 25  | David Salom       |
| Team Pedercini                 | Kawasaki | Kawasaki ZX-10R     | 99  | Luca Scassa       |
| Pro Ride World Superbike       | Honda    | Honda CBR1000RR     | 36  | Gregorio Lavilla  |
| Ducati Xerox Team              | Ducati   | Ducati 1098R        | 41  | Noriyuki Haga     |
| Ducati Xerox Team              | Ducati   | Ducati 1098R        | 84  | Michel Fabrizio   |
| Stiggy Motorsport AB           | Honda    | Honda CBR1000RR     | 44  | Roberto Rolfo     |
| Stiggy Motorsport AB           | Honda    | Honda CBR1000RR     | 91  | Leon Haslam       |
| Sterilgarda                    | Ducati   | Ducati 1098R        | 53  | Alessandro Polita |
| Sterilgarda                    | Ducati   | Ducati 1098R        | 67  | Shane Byrne       |
| Yamaha World Superbike         | Yamaha   | Yamaha YZF-R1       | 19  | Ben Spies         |
| Yamaha World Superbike         | Yamaha   | Yamaha YZF-R1       | 66  | Tom Sykes         |
| Yamaha France GMT 94 IPONE     | Yamaha   | Yamaha YZF-R1       | 94  | David Checa       |
| Guandalini Racing              | Ducati   | Ducati 1098R        | 24  | Brendan Roberts   |
| Guandalini Racing              | Ducati   | Ducati 1098R        | 96  | Jakub Smrž        |
| PSG-1 Corse                    | Kawasaki | Kawasaki ZX-10R     | 15  | Matteo Baiocco    |
| PSG-1 Corse                    | Kawasaki | Kawasaki ZX-10R     | 86  | Ayrton Badovini   |
| DFX Corse                      | Ducati   | Ducati 1098 RS 09   | 55  | Régis Laconi      |
| Squadra Corse Italia           | Honda    | Honda CBR1000RR     | 77  | Vittorio Iannuzzo |
| TKR Suzuki Switzerland         | Suzuki   | Suzuki GSX-R1000 K9 | 88  | Roland Resch      |

- Všichni používají pneumatiky Pirelli